# 韓政
韓 政（かん せい、生年不詳 - 洪武11年2月20日（1378年3月19日））は、元末明初の軍人。本貫は睢州襄邑県。

## 生涯
元末の乱が起こると、韓政は起兵して義兵元帥となった。兵を率いて朱元璋に帰順し、江淮行省平章政事に任じられた。ときに李済が濠州に拠り、張士誠のためにその地を守る名目で、情勢を観望していた。朱元璋は右相国李善長に手紙を出させて李済を招こうとしたが、失敗した。朱元璋は韓政と顧時に命じて雲梯・砲石で四面から濠州を攻めさせた。李済は支えることができず、城を出て降った。韓政は李済を応天府に送った。朱元璋は喜んで、顧時に濠州を守らせた。
韓政は徐達に従って安豊を攻めた。城の四方の門を牽制し、ひそかに城東の龍尾壩の地下に穴を掘って、地下道を城内20丈あまりのところまで掘り進めた。城壁が崩壊し、城は陥落した。元の将の忻都・竹貞・左君弼はみな逃亡した。韓政は40里あまり追撃して、忻都を捕らえた。まもなく竹貞が兵を率いて引き返して来たため、韓政は城の南門で戦い、再びこれを撃破して敗走させた。淮東・淮西の平定が完了すると、韓政は張士誠の平定に従軍した。さらに北伐に従い、梁城の守将の盧斌を降した。兵を分けて黄河南岸を抑え、山東への元の援軍を遮断した。益都・済寧・済南の攻略にあたって、いずれも功績があった。東平の攻略にあたっては、軍功最多であった。山東行省平章政事に転じた。臨清で徐達の軍と合流し、東昌を守るよう命じられた。大都が陥落すると、兵を分けて広平を守るよう命じられた。韓政は白土の諸寨を説得して降した。彰徳に移駐して、元の右丞の呉庸・王居義・小鎖児の拠る蟻尖寨に迫った。呉庸が王居義と小鎖児を誘殺して降ると、韓政は蟻尖寨を制圧し、兵士1万人あまりを獲得した。ほどなく陝西に転戦し、兵を返して河北を守った。洪武3年（1370年）、東平侯に封じられ、世券を与えられた。山東に移駐し、ほどなく再び河北に移された。流民を招撫し、多数の人々を生業にもどさせた。左副将軍の李文忠に従って応昌を攻撃し、臚朐河にいたった。李文忠は敵地深く入り、韓政に輜重を守らせた。応天府に戻ると、河南・陝西を巡視するよう命じられた。信国公湯和に従って臨清で練兵した。
洪武11年（1378年）2月、死去した。鄆国公に追封された。
子の韓勲が後を嗣いだが、洪武26年（1393年）に藍玉の獄に連座して処刑され、爵位を剥奪された。